# Прянишников, Александр Иванович
Алекса́ндр Ива́нович Пря́нишников (род. 5 сентября 1965, с. Подлесное, Хвалынский район, Саратовская область) — российский учёный в области селекции и семеноводства сельскохозяйственных культур.
Член-корреспондент и профессор Российской академии наук (оба звания — с 2016), доктор сельскохозяйственных наук. С 2007 по 2017 год — директор НИИ сельского хозяйства Юго-Востока (Саратов), в котором протрудился более 20 лет.

## Биография
Родился в с. Подлесное Хвалынского района. В 1988 году окончил Саратовский сельскохозяйственный институт им. Н. И. Вавилова (предшественник Саратовского государственного аграрного университета); входит в число выдающихся выпускников. Затем работал там же младшим научным сотрудником научно-исследовательской проблемной лаборатории твёрдой озимой пшеницы (1989—1993). 
С 1993 года — аспирант, научный сотрудник, заведующий лабораторией селекции и семеноводства озимых культур, заместитель директора по научной работе, руководитель селекцентра и одновременно заведующий лабораторией селекции озимых культур, а с 2007 по 2017 год — директор НИИ сельского хозяйства Юго-Востока.
Главный редактор журнала «Аграрный вестник Юго-Востока». Входит в редсовет «Научного журнала КубГАУ».
Автор девяти сортов озимой мягкой пшеницы.
Награждён почётной грамотой Российской академии наук.
Опубликовал более 120 научных работ, в том числе за рубежом.
Весной 2016 года получил почётное учёное звание профессора РАН, а осенью того же года был избран членом-корреспондентом РАН по Отделению сельскохозяйственных наук.